# Movimiento Costa Rica Libre
El Movimiento Costa Rica Libre es una organización anticomunista de extrema derecha en Costa Rica. Destacó en los años 1980 por su combate al comunismo y al sandinismo. Aunque acusado de radical y fascista por muchos de sus detractores para distanciarse de estas acusaciones el presidente de la organización Alberto Pinto Monturiol la describe como anticomunista.

## Historia
Nace alrededor de 1961 fundado por Edgar Cardona (quien lideró un fallido golpe de Estado contra José Figueres Ferrer), Rodolfo Robles, Hernán Robles, Bernal Urbina, los Pozuelo (de la cadena de galletas Pozuelo), los Uribe (vinculados a la cadena Más X Menos) y los Federspiel (de la cadena de tiendas Universal) con el propósito de combatir al comunismo.
El Movimiento Costa Rica Libre fue miembro de la Liga Anticomunista Mundial (fundada en Taiwán por Chiang Kai-shek, a la cual pertenecen diversas organizaciones anticomunistas). Adicionalmente el MCRL tenía una influencia y medios mayores a lo que en definitiva demostraron sus actividades.  Por ejemplo la prensa en varias oportunidades denunció que su combate a los sandinistas (a quienes el presidente Rodrigo Carazo Odio permitía operar en la zona norte) y los cubanos, le ayudó a formar en 1983 la Asociación Democrática Huetar Norte, una organización paramilitar que brindaba todo tipo de apoyo a los Contra nicaragüenses, bajo auspicio del estadounidense John Hull, cuyas funciones variaban desde apoyar a los contras, hasta reprimir movimientos campesinos y huelgas. Y su similar, la Asociación Democrática Chorotega Norte, que operaba combatiendo a los sandinistas en la frontera norte e impidiendo entrada a inmigrantes nicaragüenses, y fue responsable de crear campamentos de entrenamiento para contrarrevolucionarios cubanos. A estas organizaciones se le sumó Patria y Libertad, el grupo responsable de haber dinamitado la torre que transfería energía eléctrica de Costa Rica a Nicaragua (1985).
Entre los años 1982 a 1984 el MCRL operó varias unidades de corte paramilitar, dentro de los que destacaron los Boinas Azules y los Tridentes que funcionaron en el Área Metropolitana y cuyos miembros generalmente pertenecían a la clase media.  Adicionalmente existieron indicios muy claros sobre vínculos económicos que sostenían el MCRL y la embajada de Estados Unidos.  Asimismo se sospecha de movimientos campesinos en la zona norte, Guanacaste o llanura de San Carlos que fueron reprimidos por el gobierno de Costa Rica con el apoyo de grupos relacionados al MCRL.
La Unión Patriótica se formó en 1961 ante la supuesta amenaza de acciones insurgentes de izquierda contra las instituciones democráticas costarricenses liderada por el conocido anticomunista Frank Marshall.  En este proceso también prestó servicio al entrenamiento de contrarrevolucionarios cubanos en las instalaciones de su fundador, el costarricense Ludwig Starke Maroto, quien además es un reconocido veterinario en el país.
Sin embargo, el Movimiento Costa Rica Libre siguió siendo el más activo de estos grupos nacionalistas y anticomunistas. Varios medios de prensa en su momento denunciaron que el MCRL recibía fuertes sumas de dinero de empresas y de los gobiernos de Estados Unidos y Taiwán, con entrenamiento paramilitar, sin embargo allegados al Movimiento se encargaron de desviar la atención y obstaculizar las investigaciones.  A partir de 1980 conoció su época de apogeo, a causa de la tensión política que afectó en esa época a toda Centroamérica.
Otra de las acciones tomadas por este movimiento consistió en infiltrar la Asociación de Conductores de Taxis Costarricenses hasta tal punto que su dirigente, miembro del MCRL, ayudó a disolver una manifestación pacífica por medio de esta Asociación. Se rumora que fue por información entregada desde la Embajada estadounidense en San José.
Se sostiene que la organización tuvo escuadrones paramilitares de combatientes anticomunistas, fuertemente entrenados, adicionales a los Boinas Azules y los Tridentes en el período 1982 a 1984.
Sin embargo, tras la muerte de Bernal Urbina Pinto, cayó en una fuerte inactividad durante varios años. En 2005, un representante del el MCRL se manifestó a favor del Tratado de Libre Comercio a través de un comunicado de prensa. El domingo 29 de marzo del 2009, en un comunicado firmado por Jose Alberto Pinto en La Nación, se critica la reanudación de vínculos diplomáticos con el régimen socialista cubano, por parte de la administración Arias Sánchez.
La razón de esta inactividad se puede deber a que en 1984 los miembros de su principal escuadrón civil, los Boinas Azules, renuncian al MCRL por encontrar que el mismo no reunía los requisitos necesarios para un enfrentamiento efectivo contra la expansión comunista en Centroamérica, privándole así de su principal rama y de un importante grupo de miembros.  En 1985 los Boinas Azules se disuelven por voluntad propia.
La organización actualmente se declara activa y asegura estarse preparando para defender a Costa Rica de la invasión nicaragüense de Isla Calero, así mismo buscan voluntarios para esta finalidad y para "combatir delincuencia y narcotráfico". Su posición sigue siendo nacionalista.